# Linia Chūō-Sōbu
Linia Chūō-Sōbu (jap. 中央・総武緩行線 Chūō-Sōbu-kankō-sen) – sieć kolejowa w Tokio należąca do spółki East Japan Railway Company (JR East) linia Chūō-Sōbu, przebiegająca wzdłuż linii Chūō oraz linii Sōbu, obsługując trasę pomiędzy stacją Mitaka w Tokio a miastem Musashino.

## Informacje podstawowe
Składy poruszające się po linii Chūō-Sōbu są pomalowane na żółty kolor ■, co odróżnia je od pomarańczowych ■ pociągów linii Chūō Rapid. Od 20 listopada 2005 w czasie porannego szczytu część wagonów w składach jest przeznaczona wyłącznie dla kobiet.

## Stacje

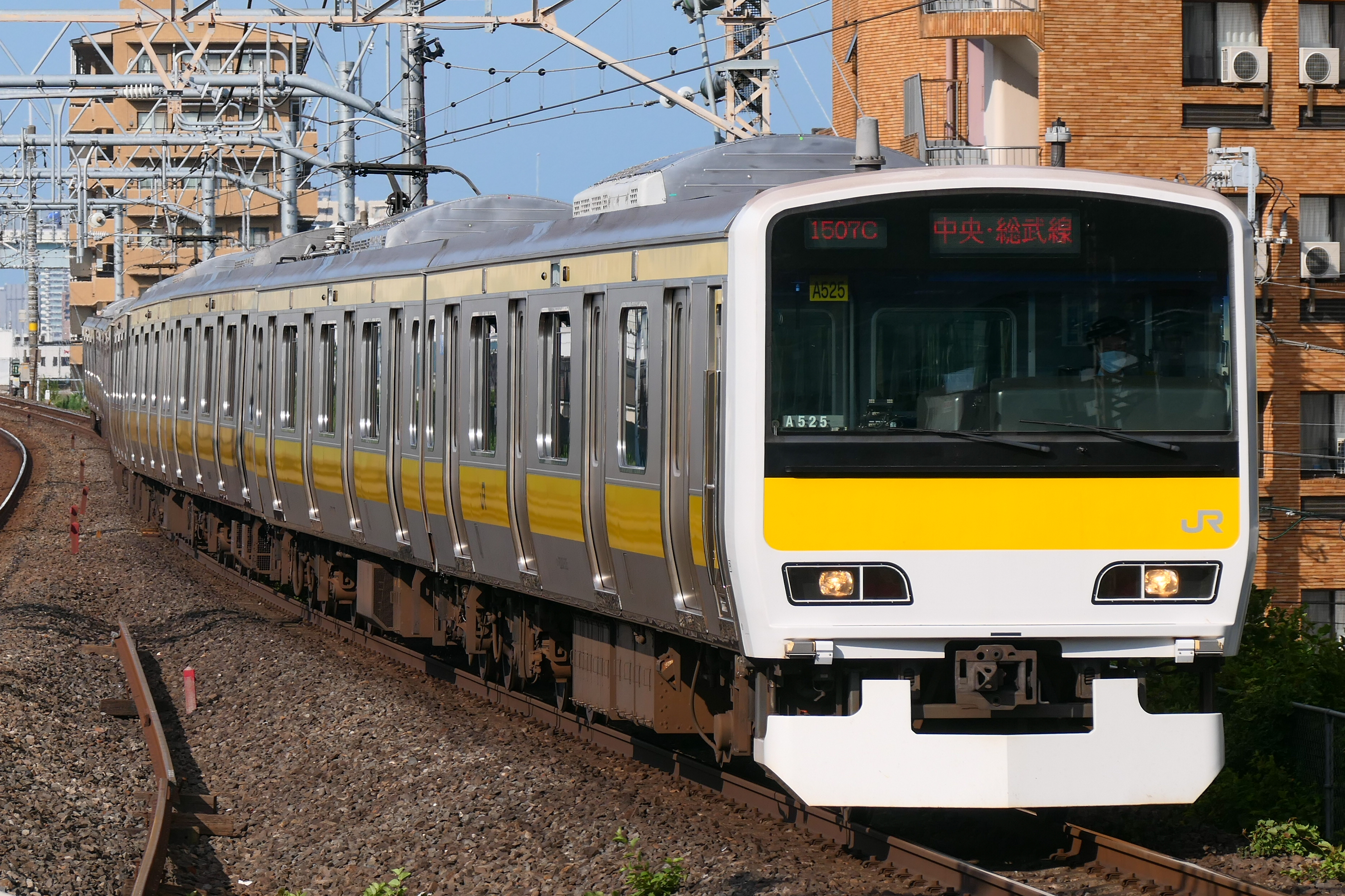
Skład E231-500 na stacji Hirai

| Nr | Stacja            | Dystans (km) |
| -- | ----------------- | ------------ |
| 1  | Chiba             | 0,0          |
| 2  | Nishi-Chiba       | 3,3          |
| 3  | Inage             | 3,3          |
| 4  | Shin-Kemigawa     | 6,0          |
| 5  | Makuhari          | 7,6          |
| 6  | Makuhari-Hongō    | 9,6          |
| 7  | Tsudanuma         | 12,5         |
| 8  | Higashi-Funabashi | 14,2         |
| 9  | Funabashi         | 16,0         |
| 10 | Nishi-Funabashi   | 18,6         |
| 11 | Shimōsa-Nakayama  | 20,2         |
| 12 | Motoyawata        | 21,8         |
| 13 | Ichikawa          | 23,8         |
| 14 | Koiwa             | 26,4         |
| 15 | Shin-Koiwa        | 29,2         |
| 16 | Hirai             | 31,0         |
| 17 | Kameido           | 32,9         |
| 18 | Kinshichō         | 34,4         |
| 19 | Ryōgoku           | 35,9         |
| 20 | Asakusabashi      | 36,7         |
| 21 | Akihabara         | 37,8         |
| 22 | Ochanomizu        | 38,7         |
| 23 | Suidōbashi        | 39,5         |
| 24 | Iidabashi         | 40,4         |
| 25 | Ichigaya          | 41,9         |
| 26 | Yotsuya           | 42,7         |
| 27 | Shinanomachi      | 44,0         |
| 28 | Sendagaya         | 44,7         |
| 29 | Yoyogi            | 45,7         |
| 30 | Shinjuku          | 46,4         |
| 31 | Ōkubo             | 47,8         |
| 32 | Higashi-Nakano    | 48,9         |
| 33 | Nakano            | 50,8         |
| 34 | Kōenji            | 52,2         |
| 35 | Asagaya           | 53,4         |
| 36 | Ogikubo           | 54,8         |
| 37 | Nishi-Ogikubo     | 56,7         |
| 38 | Kichijōji         | 58,6         |
| 39 | Mitaka            | 60,2         |

## Tabor
Na linii od grudnia 1998 roku wykorzystywane są 10-wagonowe pociągi serii 209-500, w lutym 2000 roku wprowadzono dodatkowo 10-wagonowe jednostki E231. W przeszłości na linii eksploatowane były jednostki 201 (w latach 1982-2001) oraz 205 (w latach 1989–2001).